# Calcisol

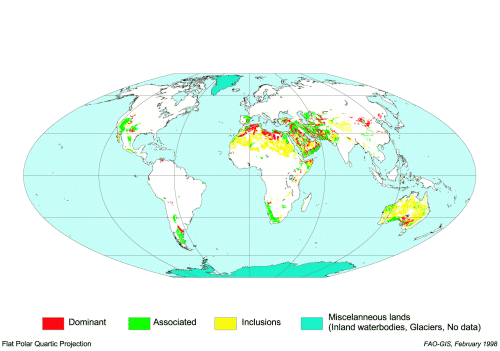
Distribució mundial dels calcisols

Un calcisol en la classificació dels sòls de la Base de Referència Mundial pels Recursos del Sòl és un sòl amb una acumulació secundària substancial de calç. Els calcisols són comuns en ambients calcaris àrids i semiàrids. Anteriorment els calcisols rebien internacionalment el nom de Desert soils i de Takyrs.
Els calcisols es desenvolupen principalment en materials meteoritats al·luvials, col·luvial i eoli rics en bases químiques. Es troben des del nivell del mar als turons. La vegetació natural és poc densa i dominada per arbres i arbust xeròfits i/o herbacis efímers.
La sequedat i de vegades la pedregositat i/o la presència d'horitzons del perfil del sòl petrocàlcics limita la possibilitat d'aprofitament agrícola. Si es reguen i drenen bé (per evitar la salinització) i es fertilitzen, els calcisols poden ser molt productius per una gran varietat de conreus. Les zones aturonades amb calcisols es fan servir per pasturar extensivament ramats de bovins, ovelles i cabres.
Molts calcisols es donen junt amb sòls solontxacs els quals són en realitat calcisols afectats per les sals i/o altres tipus de sòls amb acumulació secundària de calç. La superfície mundial ocupada per calcisols és d'uns 10 milions de km², gairebé tots en zones àrides i semiàrides dels tròpics i subtròpics dels dos hemisferis.